# 28 октября
28 октября — 301-й день года (302-й в високосные годы) по григорианскому календарю.
До конца года остаётся 64 дня.
До 15 октября 1582 года — 28 октября по юлианскому календарю, с 15 октября 1582 года — 28 октября по григорианскому календарю.
В XX и XXI веках соответствует 15 октября по юлианскому календарю.

## Праздники и памятные дни

### Международные
- Международный день анимации[2]

### Национальные
- Греция,  Кипр — День Охи.
- Украина — День освобождения Украины от фашистских захватчиков.
- Чехословакия — День возникновения независимой Чехословацкой республики[3][4][уточнить].
- Россия
  - День армейской авиации[5].
  - День бабушек и дедушек[6].

### Религиозные
Православие
 — Память мучеников Сарвила и Вевеи (II век);
 — память преподобномученика Лукиана, пресвитера Антиохийского (312 год);
 — память святителя Савина, епископа Катанского (760 год);
 — память преподобного Евфимия Нового, Солунского (889 год);
 — память священномученика Лукиана Печерского, в Дальних пещерах (1243 год);
 — память святителя Иоанна, епископа Суздальского (1373 год);
 — память священномученика Симеона Конюхова, пресвитера (1918 год);
 — память священномученика Димитрия Касаткина, пресвитера (1942 год);
 — память святителя Афанасия (Сахарова) исповедника, епископа Ковровского (1962 год);
 — празднование иконы Божьей Матери «Спорительница хлебов» (XIX век).

### Именины
- Православные: Вевея, Денис, Ефим, Иван, Лукьян, Савин, Сарвил[11].

## События

### До XIX века
- 312 — боевое столкновение Максенция с Константином, известное как битва у Мульвийского моста. Победа Константина, который стал единым императором Рима. Максенций погиб на следующий день.
- 1237 — первое упоминание о Берлине, день рождения города.
- 1492 — Колумб высадился на Кубе.
- 1571 — царь Иван IV Грозный обвенчался с Марфой Собакиной, которая спустя полмесяца скончалась.
- 1644 — гражданская война в Шотландии: баталия при Фиви.
- 1654 — в Вологде во избавление от моровой язвы за одни сутки был построен Всеградский храм Спаса Всемилостивого[12].
- 1707 — землетрясение в Японии унесло жизни около 5 тыс. человек.
- 1776 — Сражение при Уайт-Плейнс (Американская война за независимость).

### XIX век
- 1865 — в Миссури на территории нынешнего столичного района Канзас-Сити[англ.] Уильям Буллит Говард[англ.] основал город Стротер (ныне Лис-Саммит)[13][14].
- 1886 — состоялось официальное открытие статуи Свободы в Нью-Йорке.
- 1892 — в музее Гревен Эмиль Рено представил «светящиеся пантомимы»; к юбилею этого события был учреждён «Международный день анимации».

### XX век
- 1908 — вышел на киноэкраны первый в истории Российской Империи короткометражный художественный фильм «Понизовая вольница».
- 1914
  - Фирма «Kodak» объявляет о начале работы над созданием технологий цветной фотографии.
  - Немецкий крейсер «Эмден» потопил русский крейсер «Жемчуг» и французский миноносец «Мушкет» в гавани Пенанга.
- 1918 — провозглашение независимости Чехословакии (от Австро-Венгрии).
- 1924 — Франция признала де-юре советское правительство.
- 1940 — День Охи в Греции: дата вступления Греции во Вторую мировую войну.
- 1942 — Вторая мировая война: нацистами уничтожено гетто в Пинске.
- 1943 — Вторая мировая война: начался рейд на Шуазёль.
- 1944 — Вторая мировая война: день освобождения Украины от немецких захватчиков.
- 1955 — Финляндия вступила в Северный Совет.
- 1958 — 76-летний итальянский кардинал Анджело Джузеппе Ронкалли избран папой римским и принял имя Иоанн XXIII.
- 1962 — Карибский кризис: Первый секретарь ЦК КПСС Никита Хрущёв объявил о демонтаже советских ракет на Кубе.
- 1965 — в США открывается крупнейший монумент в мире, 192-метровая стальная арка «Ворота на Запад».
- 1971 — вывод на орбиту английского ИСЗ (Просперо X-3) первой РН собственного производства (Black Arrow").
- 1972 — в первый полёт отправляется пассажирский авиалайнер Airbus A300.
- 1974 — успешный запуск советской межпланетной станции «Луна-23».
- 1981 — основана американская метал-группа Metallica.
- 1982 — Испанская социалистическая рабочая партия победила на парламентских выборах в Испании, набрав 48 % голосов. 2 декабря генсек ИСРП Фелипе Гонсалес возглавил правительство Испании и оставался на этом посту до 1996 года.
- 1990 — первый тур парламентских выборов в Грузии.
- 1995 — пожар в бакинском метро, 289 погибших, крупнейший по числу жертв инцидент в истории всех метрополитенов мира.

### XXI век
- 2005 — с космодрома Плесецк запущен первый иранский искусственный спутник Земли «Сина-1».
- 2007 — в Санкт-Петербурге завершилась первая Вики-конференция русской Википедии.
- 2009 — террористические акты в Кабуле (Афганистан) и в Пешаваре (Пакистан).
- 2011 — в Москве после 6-летней реконструкции открыт Большой театр[15].
- 2018 — второй тур президентских выборов в Бразилии. Президентом избран лидер Социал-либеральной партии Жаир Болсонару (вступил в должность 1 января 2019 года).
- 2023 — произошла крупнейшая по числу жертв промышленная катастрофа за всю историю независимости Казахстана — пожар и взрыв на шахте имени Костенко в городе Караганде компании «АрселорМиттал Темиртау», унёсший жизни 46 человек[16].

## Родились

### До XIX века
- 1466 — Эразм Роттердамский (ум. 1536), голландский философ, гуманист, крупнейший учёный Северного Возрождения.
- 1751 — Дмитрий Бортнянский (ум. 1825), русский композитор.
- 1759 — Андрей Воронихин (ум. 1814), русский архитектор и живописец.
- 1760 — Александр Ламет (ум. 1829), генерал, участник Великой французской революции, один из вождей фельянов.
- 1793 — Симонас Даукантас (ум. 1864), литовский историк и писатель-просветитель.
- 1794 — Роберт Листон (ум. 1847), шотландский хирург-новатор, изобретатель.
- 1798 — Джудитта Паста (ум. 1865), итальянская оперная певица, обладавшая уникальным по объёму голосом — от высокого сопрано до контральто, диапазоном в 2,5 октавы.

### XIX век
- 1828 — Николай Страхов (ум. 1896), русский философ, публицист, литературный критик.
- 1846 — Жорж Огюст Эскофье (ум. 1935), французский ресторатор, автор книг по кулинарии.
- 1848 — Давид Сараджишвили (ум. 1911), русский учёный грузинского происхождения, предприниматель и меценат, основатель нескольких коньячных заводов в Российской империи.
- 1860 — Дзигоро Кано (ум. 1938), японский мастер боевых искусств, создатель дзюдо.
- 1869 
  - Константин Мамонтов (ум. 1920), русский генерал.
  - Джозеф Фолк (ум. 1923), политик-прогрессивист, 31-й губернатор штата Миссури.
- 1884 — Мария Спиридонова (расстреляна в 1941), российская революционерка, одна из руководителей партии левых эсеров.
- 1896 — Михаил Романов (ум. 1963), актёр театра и кино, театральный режиссёр, народный артист СССР.
- 1897 — Эдит Хэд (ум. 1981), американская художница по костюмам, лауреат восьми «Оскаров».

### XX век
- 1903 — Ивлин Во (ум. 1966), английский писатель.
- 1906 — Анель Судакевич (ум. 2002), советская киноактриса, художник по костюмам.
- 1909 — Фрэнсис Бэкон (ум. 1992), английский художник-экспрессионист.
- 1912
  - Арсений Ворожейкин (ум. 2001), советский лётчик-истребитель, дважды Герой Советского Союза, генерал-майор авиации.
  - Ричард Долл (ум. 2005), британский физиолог и эпидемиолог.
- 1913
  - Дон Ласк (ум. 2018) американский аниматор, режиссёр, режиссёр анимации и аниматор персонажей.
  - Ефим Учитель (ум. 1988) оператор, режиссёр и сценарист документального кино, народный артист СССР.
- 1914
  - Ричард Лоренс Миллингтон Синг (ум. 1994), английский биохимик, лауреат Нобелевской премии по химии (1952).
  - Джонас Солк (ум. 1995), американский вирусолог, один из разработчиков первых вакцин против полиомиелита.
- 1924
  - Овидий Горчаков (ум. 2000), советский разведчик, писатель и сценарист.
  - Юрий Лопухин (ум. 2016), советский и российский хирург, профессор, академик АМН СССР и РАМН.
  - Александр Шефер (ум. 1967), комбайнёр, Герой Социалистического Труда.
- 1927
  - Клео Лэйн (имя при рождении Клементина Дина Кэмпболл) (ум. 2025),  британская джазовая певица и актриса.
  - Роза Макагонова (ум. 1995), киноактриса, заслуженная артистка РСФСР.
- 1930
  - Светлана Аннапольская (ум. 2008), советский и российский режиссёр театра, кино и телевидения.
  - Франко Мильяччи (ум. 2023), итальянский поэт-песенник, музыкальный продюсер, музыкальный издатель.
  - Берни Экклстоун, английский бизнесмен, президент Formula One Management и Formula 1 Administration.
- 1933 — Гарринча (наст. имя Мануэл Франсиску дус Сантус; ум. 1983), бразильский футболист, дважды чемпион мира (1958, 1962).
- 1936 — Роман Виктюк (ум. 2020), советский и российский театральный режиссёр, народный артист РФ.
- 1937 — Ленни Уилкенс, американский баскетболист и тренер.
- 1941
  - Хэнк Марвин (при рожд. Брайан Робсон Ранкин), английский гитарист и композитор, участник рок-группы «The Shadows».
  - Анатолий Трушкин (ум. 2020), советский и российский писатель-сатирик, сценарист, телеведущий.
- 1944 — Колюш (наст. имя Мишель Жерар Жозеф Колюччи; ум. 1986), французский актёр-комик, режиссёр и сценарист, лауреат премии «Сезар».
- 1945 — Гаджи Гаджиев, советский футболист, советский и российский футбольный тренер.
- 1946
  - Николай Корольков (ум. 2024), советский спортсмен-конник, заслуженный мастер спорта СССР (1980), чемпион Олимпийских игр (1980).
  - Сергей Сазонтьев (ум. 2011), советский и российский актёр театра и кино, народный артист РФ.
- 1947 — Хелена Такало, финская лыжница, олимпийская чемпионка (1976).
- 1951 — Марвин Химейер (покончил с собой в 2004), участник конфликта в Гранби (США, штат Колорадо), закончившегося разрушением некоторых зданий города и его самоубийством.
- 1952 — Энни Поттс, американская актриса театра, кино и телевидения, комедиантка и продюсер.
- 1955 — Билл Гейтс, американский предприниматель и общественный деятель, основатель корпорации Microsoft.
- 1956 — Махмуд Ахмадинежад, шестой президент Исламской Республики Иран (2005—2013).
- 1957 — Роза Рымбаева, советская и казахстанская эстрадная певица, киноактриса.
- 1959 — Олег Добродеев, российский журналист и медиаменеджер, с 2004 г. генеральный директор ВГТРК.
- 1963
  - Эрос Рамаззотти, итальянский певец и композитор.
  - Лорен Холли, американская актриса кино и телевидения.
  - Вика Цыганова, советская и российская певица, актриса, композитор.
- 1965 — Гюнтер Хубер, итальянский бобслеист немецкого происхождения, олимпийский чемпион, чемпион мира и Европы.
- 1967 — Джулия Робертс, американская актриса и продюсер, обладательница премий «Оскар», «Золотой глобус» и др.
- 1968
  - Фёдор Двинятин, член клуба знатоков «Что? Где? Когда?», обладатель четырёх «Хрустальных сов».
  - Михаил Неструев, советский и российский стрелок из пистолета, олимпийский чемпион (2004), 5-кратный чемпион мира.
- 1971 — Михаил Трухин, советский и российский актёр театра и кино, заслуженный артист РФ.
- 1974
  - Даянара Торрес, пуэрто-риканская актриса, модель, Мисс Вселенная (1993).
  - Хоакин Феникс, американский актёр, продюсер, музыкант и клипмейкер, лауреат премий «Оскар», «Золотой глобус» и др.
- 1978 — Гвендолин Кристи, британская актриса.
- 1980 — Алан Смит, английский футболист.
- 1982 — Мэтт Смит, британский актёр театра, кино и телевидения.
- 1985 — Тройэн Беллисарио, американская киноактриса.
- 1986 — Николай Ковалёв, российский фехтовальщик на саблях, многократный чемпион мира и Европы.
- 1987 — Фрэнк Оушен, американский музыкант, певец, автор песен.
- 1987 — Владимир Котляров, российский музыкант, певец, автор песен, солист панк-рок-группы «Порнофильмы».
- 1988
  - Ким Ын Гук, северокорейский тяжелоатлет, олимпийский чемпион (2012).
  - Евгения Малахова, российская певица и актриса.
- 1989 — Камиль Мюффа (погибла 2015), французская пловчиха, олимпийская чемпионка.
- 1991 — Люси Бронз, английская футболистка, чемпионка Европы.
- 1996 — Жасмин Джессика Энтони, американская актриса.
- 1998 — Перрин Лаффон, французская фристайлистка (могул), олимпийская чемпионка (2018), многократная чемпионка мира.

## Скончались

### До XIX века
- 1704 — Джон Локк (р. 1632), британский педагог и философ.
- 1727 — князь Борис Куракин (р. 1676), русский государственный деятель, дипломат, первый посол России за рубежом.
- 1740 — Анна Иоанновна (р. 1693), российская императрица (1730—1740).
- 1763 — Генрих фон Брюль (р. 1700), первый министр курфюрста саксонского и короля польского Августа III.
- 1787 — Иоганн Карл Август Музеус (р. 1735), немецкий писатель, литературный критик, филолог и педагог.

### XIX век
- 1806 — Шарлотта Смит (р. 1749), английская поэтесса, писательница, переводчик.
- 1818 — Эбигейл Адамс (р. 1744), первая американская феминистка, супруга президента США Джона Адамса.
- 1824 — Александр Шерер (р. 1772), российский химик, академик.
- 1861 — Иван Никитин (р. 1824), русский поэт.
- 1872 — Домна Томская, российская юродивая.
- 1883
  - Павел Аландский (р. 1844), русский историк, специалист по истории древней Греции и Рима.
  - Евфимий Путятин (р. 1803), русский адмирал, государственный деятель и дипломат.
- 1889 — Густав Рюмелин (р. 1815), немецкий политик, педагог, статистик.
- 1899 — Отмар Мергенталер (р. 1854), американский изобретатель, создатель линотипа.

### XX век
- 1912 — Матвей Лалаев (р. 1828), генерал от артиллерии русской армии, военный педагог, историк, публицист[17].
- 1921 — Александр Кривошеин (р. 1857), российский государственный деятель, ближайший соратник Петра Столыпина по осуществлению аграрной реформы.
- 1923 — Фёдор Корш (р. 1852), российский антрепренёр, драматург, переводчик.
- 1941 — Яков Усачёв (р. 1873), русский советский физик, основоположник науки о резании металлов.
- 1941 — расстреляны:
  - Филипп Голощёкин (р. 1876), большевик, советский деятель, один из организаторов расстрела царской семьи;
  - Яков Смушкевич (р. 1902), советский военачальник, дважды Герой Советского Союза.
- 1949
  - Жинетт Невё (р. 1919), французская скрипачка.
  - погиб Марсель Сердан (р. 1916), французский боксёр, чемпион Европы и мира, возлюбленный Эдит Пиаф.
- 1952 — покончил с собой Виктор Яшин (р. 1922), советский военный лётчик, Герой Советского Союза.
- 1959 — погиб Камило Сьенфуэгос (р. 1932), революционер, одна из ключевых фигур Кубинской революции.
- 1962 — Вера Пашенная (р. 1887), актриса Малого театра и кино, педагог, народная артистка СССР.
- 1969 — Корней Чуковский (р. 1882), русский советский детский писатель, литературовед, переводчик.
- 1973 — Таха Хусейн (р. 1889), египетский писатель, литературовед и историк.
- 1977 — Алексей Высоцкий (р. 1919), советский писатель, фронтовой журналист, кинорежиссёр-документалист.
- 1984 — Александр Целиков (р. 1904), русский советский учёный-металлург, дважды Герой Социалистического Труда.
- 1987 — Андре Массон (р. 1896), французский живописец и график.
- 1993 — Юрий Лотман (р. 1922), советский литературовед, культуролог и семиотик.
- 1997 — Елизавета Никищихина (р. 1941), актриса театра и кино, заслуженная артистка РСФСР.

### XXI век
- 2002 — Леонид Давиденко (р. 1941), белорусский советский скульптор, живописец, график, педагог.
- 2005 — Люба Тадич (р. 1929), югославский актёр театра и кино.
- 2006 — Ред Ауэрбах (р. 1917), американский баскетбольный тренер.
- 2020 — Антоний Сотер Фернандес (р. 1932), первый малайзийский кардинал.
- 2022 — Джерри Ли Льюис (р. 1935), американский певец, пианист, композитор, один из основоположников рок-н-ролла.
- 2023 — Мэттью Перри (р. 1969), канадский и американский актёр и сценарист.

## Приметы
Ефимий Благочестивый.
- «Ефимий холодом корни трав и деревьев с землёй смыкает, всякое насекомое в жухлой траве укрывает, сон навевает»[18].
- В этот день продолжали мять и трепать лён.